# 箕輪義信
箕輪 義信（みのわ よしのぶ、1976年6月2日 - ）は、神奈川県川崎市出身の元プロサッカー選手。ポジションはディフェンダー。

## 来歴
川崎市高津区生まれ。幼少期はよく溝の口のノクティーでお買い物をしていたという。神奈川県立弥栄西高等学校から仙台大学に進学し、ユニバーシアード代表にも選出された経歴を持つ。
1999年にジュビロ磐田に入団したが出場機会を得られず、2000年9月に地元の川崎フロンターレに移籍、2001年シーズンからはレギュラーに定着し、守備陣の要として活躍した。
2005年8月の東アジア選手権での日本代表入りが内定していたが、突発性難聴を患ったことにより辞退。その後、10月の東欧遠征のメンバーに選出。フィールドプレイヤーでは史上最高齢での初代表（当時、後に寺田周平が更新）として話題になった。しかし、唯一の出場となったウクライナ戦では、試合終了間際に微妙な判定ながら相手にPKを献上するファウルを取られ、代表戦は不完全燃焼に終わった。
2007年末からグロインペイン症候群に悩まされ、リハビリを決断し2008年は戦線を長期離脱。復帰後も出場機会に恵まれなかったが、降格圏内に沈んでいたコンサドーレ札幌へ即戦力との期待を受けレンタル移籍、12試合に出場したが力及ばずJ2降格となった。また北海道チャンピオンズスーパーリーグにおいて右足腓腹筋腱断裂・全治3～4ヶ月との診断を受ける負傷で、復帰することなくシーズンを終えた。怪我の回復は長期化する見込みであったが、札幌は2009年の契約を敢行し完全移籍、7年間所属した川崎を離れる。この年から札幌に監督として招聘された川崎時代の恩師である石崎信弘の下で再びプレーするはずであったが、アキレス腱を4度も手術するなど怪我が回復せず、2009年、2010年と2年間1試合も出場することなく契約期間満了でチームを去ることになった。2011年は所属チームがなく、2011年9月23日、所属元の札幌から現役引退が発表された。
なお現役最後の試合となった2008年9月20日のジェフ千葉戦の前半14分に退場処分を受けているが、これは彼の現役プロ生活の中で唯一の退場判定となった。
引退後は体育教師となり、2012年4月より神奈川県立新城高等学校に赴任した。2017年より神奈川県立菅高等学校に赴任。

## 特徴・評価
屈強なフィジカルと187cmの長身を生かした空中戦が強みで、現役時代には試合中に箕輪とぶつかった相手選手が担架で運ばれてしまうこともしばしば起きた。味方のセットプレー時には貴重な得点源となった。また、長身ながら体の柔らかさを生かしたロングスローも得意で相手ゴール前のスローインの場面では、前線に張らず、自らロングスローでボールを放り投げることもあった。

## 所属クラブ
ユース経歴
- 川崎市立向丘中学校
- 1992年 - 1994年 神奈川県立弥栄西高等学校
- 1995年 - 1998年 仙台大学

プロ経歴
- 1999年 - 2000年9月 ジュビロ磐田
- 2000年9月 - 2008年 川崎フロンターレ
  - 2008年6月 - 同年12月 コンサドーレ札幌 (期限付き移籍)
- 2009年 - 2010年 コンサドーレ札幌

## 個人成績
| 国内大会個人成績 | 国内大会個人成績 | 国内大会個人成績 | 国内大会個人成績 | 国内大会個人成績 | 国内大会個人成績 | 国内大会個人成績 | 国内大会個人成績 | 国内大会個人成績 | 国内大会個人成績 | 国内大会個人成績 | 国内大会個人成績 |
| 年度             | クラブ           | 背番号           | リーグ           | リーグ戦         | リーグ戦         | リーグ杯         | リーグ杯         | オープン杯       | オープン杯       | 期間通算         | 期間通算         |
| 年度             | クラブ           | 背番号           | リーグ           | 出場             | 得点             | 出場             | 得点             | 出場             | 得点             | 出場             | 得点             |
| 日本             | 日本             | 日本             | 日本             | リーグ戦         | リーグ戦         | リーグ杯         | リーグ杯         | 天皇杯           | 天皇杯           | 期間通算         | 期間通算         |
| ---------------- | ---------------- | ---------------- | ---------------- | ---------------- | ---------------- | ---------------- | ---------------- | ---------------- | ---------------- | ---------------- | ---------------- |
| 1999             | 磐田             | 22               | J1               | 0                | 0                | 0                | 0                | 0                | 0                | 0                | 0                |
| 2000             | 磐田             | 22               | J1               | 0                | 0                | 0                | 0                | -                | -                | 0                | 0                |
| 2000             | 川崎             | 5                | J1               | 1                | 0                | 0                | 0                | 0                | 0                | 1                | 0                |
| 2001             | 川崎             | 5                | J2               | 36               | 5                | 1                | 0                | 1                | 0                | 38               | 5                |
| 2002             | 川崎             | 5                | J2               | 40               | 4                | -                | -                | 0                | 0                | 40               | 4                |
| 2003             | 川崎             | 5                | J2               | 41               | 1                | -                | -                | 4                | 1                | 45               | 2                |
| 2004             | 川崎             | 5                | J2               | 36               | 1                | -                | -                | 2                | 0                | 38               | 1                |
| 2005             | 川崎             | 5                | J1               | 30               | 2                | 6                | 0                | 3                | 0                | 39               | 2                |
| 2006             | 川崎             | 5                | J1               | 30               | 3                | 10               | 0                | 2                | 0                | 42               | 3                |
| 2007             | 川崎             | 5                | J1               | 30               | 1                | 5                | 0                | 4                | 0                | 39               | 1                |
| 2008             | 川崎             | 5                | J1               | 0                | 0                | 0                | 0                | -                | -                | 0                | 0                |
| 2008             | 札幌             | 35               | J1               | 12               | 0                | -                | -                | 0                | 0                | 12               | 0                |
| 2009             | 札幌             | 5                | J2               | 0                | 0                | -                | -                | 0                | 0                | 0                | 0                |
| 2010             | 札幌             | 5                | J2               | 0                | 0                | -                | -                | 0                | 0                | 0                | 0                |
| 通算             | 日本             | 日本             | J1               | 103              | 6                | 21               | 0                | 9                | 0                | 133              | 6                |
| 通算             | 日本             | 日本             | J2               | 153              | 11               | 1                | 0                | 7                | 1                | 161              | 12               |
| 総通算           | 総通算           | 総通算           | 総通算           | 256              | 17               | 22               | 0                | 16               | 1                | 294              | 18               |

| 国際大会個人成績 | 国際大会個人成績 | 国際大会個人成績 | 国際大会個人成績 | 国際大会個人成績 |
| 年度             | クラブ           | 背番号           | 出場             | 得点             |
| AFC              | AFC              | AFC              | ACL              | ACL              |
| ---------------- | ---------------- | ---------------- | ---------------- | ---------------- |
| 2007             | 川崎             | 5                | 7                | 0                |
| 通算             | AFC              | AFC              | 7                | 0                |

- Jリーグ初出場 - 2000年11月11日 J1 2ndステージ第12節 対セレッソ大阪戦 (等々力陸上競技場)
- Jリーグ初得点 - 2001年3月17日 J2第2節 対サガン鳥栖戦 (鳥栖スタジアム)

## 代表歴
- ユニバーシアード代表

### 試合数
- 国際Aマッチ 1試合 0得点(2005)[1]

| 日本代表 | 国際Aマッチ | 国際Aマッチ |
| 年       | 出場        | 得点        |
| -------- | ----------- | ----------- |
| 2005     | 1           | 0           |
| 通算     | 1           | 0           |

### 出場
| No. | 開催日         | 開催都市 | スタジアム | 対戦相手   | 結果 | 監督   | 大会         |
| --- | -------------- | -------- | ---------- | ---------- | ---- | ------ | ------------ |
| 1.  | 2005年10月12日 | キエフ   |            | ウクライナ | ●0-1 | ジーコ | 国際親善試合 |

## 個人タイトル
- 2005年 - Jリーグアウォーズ・優秀選手賞